# Gerhard Bühringer
Gerhard Bühringer (* 23. September 1947 in Waiblingen) ist ein deutscher Hochschullehrer, klinischer Psychologe und Suchtforscher.

## Ausbildung und berufliche Tätigkeit
Gerhard Bühringer studierte von 1966 bis 1971 Psychologie an der Universität Mannheim und anschließend  bis 1973 an der Ludwig-Maximilians-Universität München. Nach seinem Diplom im Jahr 1973 wurde er Leiter der neugegründeten Projektgruppe Rauschmittelabhängigkeit am Münchner Max-Planck-Institut für Psychiatrie und Wissenschaftlicher Leiter des neugegründeten IFT Institut für Therapieforschung in München. 1981 promovierte er an der Universität Tübingen zum Doktor der Sozialwissenschaften. Im Jahr 2002 übernahm Bühringer an der Universität Konstanz eine Honorarprofessur und 2005 bis 2016 die neu geschaffene Professur für Suchtforschung am Institut für Klinische Psychologie und Psychotherapie der Technischen Universität Dresden. Er hält seit 2016 eine Seniorprofessur an der TU Dresden und leitet die Arbeitsgruppe „Abhängiges Verhalten, Risikoanalyse und Risikomanagement“. Er ist approbierter Psychologischer Psychotherapeut.

## Forschung
Wissenschaftliche Schwerpunkte von Bühringer sind die Epidemiologie, Ätiologie, Prävention und Therapie von Substanzstörungen und Glücksspielstörungen, die Analyse von Risikoprofilen sowie Public Health Fragestellungen wie die Entwicklung bundesweiter Patienten-Dokumentationssysteme und therapeutischer Versorgungsstrukturen sowie die Planung und Evaluation von Regulierungsoptionen für das Angebot von alkoholischen Getränken und Glücksspielen. Er befasst sich weiterhin mit ethischen Fragen und der gesellschaftlichen Verantwortung von Wissenschaftlern. Bühringer hat bisher etwa 170 Drittmittelprojekte geleitet, die von EU Behörden, der DFG, dem BMBF sowie von Landes- und Bundesministerien, Verbänden, staatlichen und privaten Glücksspielanbietern sowie Glücksspielaufsichtsbehörden gefördert wurden. Er arbeitete an großen Forschungsverbünden wie ALICE-RAP (EU), AERIAL und regionalen Suchtforschungsnetzen (BMBF).

## Werke (Auswahl)
Bühringer hat über 450 Publikationen in Zeitschriften, als Bücher, Buchbeiträge oder Forschungsberichte veröffentlicht und über 450 Vorträge gehalten.
- Planung, Steuerung und Bewertung von Therapieeinrichtungen für junge Drogen- und Alkoholabhängige - Ergebnisse einer Modellförderung des Bundesministeriums für Jugend, Familie und Gesundheit, Röttger, 1981, ISBN 3920190238
- Drogenabhängig, Herder, 1996, ISBN 3451040646

## Mitgliedschaften und Ehrungen
Bühringer ist Mitglied verschiedener Herausgebergremien für Fachzeitschriften (u. a. ADDICTION und SUCHT)
Außerdem arbeitet er als Mitglied in verschiedenen internationalen Gremien und Organisationen mit:
- Wissenschaftlicher Beirat der Europäischen Drogenbeobachtungsbehörde (EMCDDA)[8]
- Internationale Organisation der Sucht-Fachzeitschriften (ISAJE)
- Internationale Konföderation der Sucht-Forschungsorganisationen (ICARA)
- PREMOS-Studie zur Substitution Opiatabhängiger[9]

Er ist Gutachter für das Luftfahrt-Bundesamt und für Gerichte. 2017 wurde Bühringer mit dem Diotima-Ehrenpreis der deutschen Psychotherapeutenschaft geehrt.